# Etoys
Etoysとは子供向けのコンピュータ環境および教育で使用されることを想定したオブジェクト指向プロトタイプベースプログラミング言語である。異なるプラットフォームで動作する多数の異なるオブジェクトでのスクリプトオブジェクトモデルを使ったメディアリッチオーサリング環境およびフリー・アンド・オープンソースである。

## 歴史
Squeakはアップルが1996年に開発した、アップルコンピュータのSmalltalk-80から派生したオブジェクト指向プログラミング、クラスベース、リフレクティブプログラミングのSmalltalk実装である。Smalltalk-80を開発したダン・インガルス、テッド・ケーラー、アラン・ケイによって開発された。この開発チームにはスコット・ウォレス、ジョン・マロニーもいた。
Squeak 4.0はMITライセンス、Apacheライセンス下で残っている一部アップルのパーツを伴って公開されており、貢献はMITの下で行われなければならない。同年にSqueakはディズニー・イマジニアリング・リサーチに移管された。
Etoysの開発は構築主義学習のためにアラン・ケイの指揮によって、シーモア・パパートとLOGOプログラミング言語から影響を受ける形でディズニーで始められた。この開発にはダン・インガルス、テッド・ケーラー、スコット・ウォレス、ジョン・マロニーも加わった。Etoysは、別のSqueak型教育向けプログラミング環境であるScratchに影響を与えた。Scratchはミッチェル・レズニックがMITに来たEtoys開発チームのジョン・マロニーを招いて開発された。
その後2001年に世界中の子供達への教育の改善やシステム研究とパーソナルコンピューティングを前進させるためEtoysはビューポインツ・リサーチに移管された。2006年から2007年にかけてSqueak内で構築されたEtoysはOLPCプロジェクトの一環であるOLPC XO-1という教育マシンで使用されるようになり、XO-1ラップトップ全台にプリインストールされた。
2009年ビューポインツ・リサーチはスクイーク財団を立ちあげ、開発や教育メディアとしてのEtoysの採用をより推し進めていった。そして2010年1月に財団はビューポインツから独立した。

## 動機、影響
Etoysの開発はアラン・ケイが構成主義教育を推し進めサポートすることを説いた自身の著書の元、構想、指揮した。主にシーモア・パパートと教育用に最適化されたLISPの方言であるLOGOプログラミング言語やゼロックスのパロアルト研究所（後のPARC）で開発されたSmalltalk、HyperCard、StarLogoの影響を受けている。ドラッグ・アンド・ドロップタイルベースアプローチはAgentSheetsに非常に酷似している。スコット・ウォレスが主要記述者であり、EtoysのSqueakバージョンの開発とプロモーションはアメリカ合衆国の教育非営利団体であるビューポインツ・リサーチ・インスティテュートが協調する形で参加した。
また、EtoysはScratchとして知られる同種のSqueak型プログラミング環境に大きな影響を与えた。Scratchは21世紀初期にMITメディアラボが放課後コンピュータクラブ向けにEtoysのコードを使って設計した。

## 機能

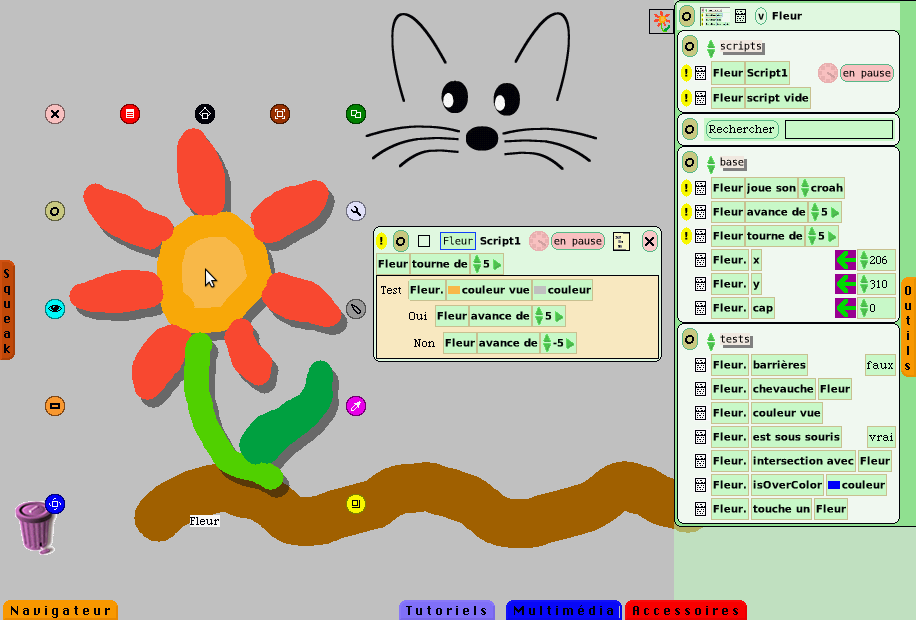

Etoysのシステムはコンピュータスクリーンに表示されるプログラム可能な仮想的エンティティのアイデアをもとにしている。メディアリッチオーサリング環境をシンプルでエンドユーザーが製作した多種類オブジェクトのためのパワフルなスクリプトオブジェクトモデルと共に提供しており、2D、3Dグラフィック、画像、プレーンテキスト、粒子、プレゼンテーション、ウェブページ、ビデオ、音声やMIDIが含まれる。またリアルタイムに他のEtoysユーザーとデスクトップを共有するのも可能で、没入型指導やプレイの多くの形式がインターネット上で行える。

## バージョン
全バージョンはオブジェクト指向プログラミング言語をベースにしており、Squeak Etoysは20以上のプラットフォームで動作する。また3つのプログラミング言語で書かれたバージョンも存在、初期や最も多く使われているのはSmalltalkの方言であるSqueakで、第2もSqueakをベースにしているが、Squeakの既定Morphicの代わりにTweakプログラミング環境を任意的に使用している。第3にPythonとPataPataをベースにしている。PataPataはそれの作者によって放棄されている。
2006年と2007年、Squeak Morphicバージョンは100ドルのラップトップとして知られるOLPC XO-1という教育用マシンに最適化され使用されるようになった。ビューポインツ・リサーチ・インスティテュートはOne Laptop per Childアソシエーションに参加し、EtoysはXO-1ラップトップにプリインストールされている。
ライセンスは自由かつオープンソースである。
2010年時点でEtoys 4は数種類のLinuxディストリビューションのようにフリー・アンド・オープンソースシステムの必要条件を満たしている。
1996年にアップルが「Squeak license」下でSqueakを公開したが、損害賠償条項が設けられているためフリーソフトの要件を完全に満たしていなかったがソースコードは入手可能で修正は容認されていた。
2006年5月、アップルはSqueakをApache 2.0ライセンスに再ライセンスした。ビューポインツは数百のMITライセンス下での貢献者から再ライセンスの契約を集め、再ライセンス契約を明示的にカバーされていないEtoysの全コードを再移動、再記述、過去のバージョンに巻き戻した。この作業の多くは大島芳樹が行った。Squeak Etoysは現在完全にフリー・アンド・オープンソースになっている。